# 筑波大学芸術専門学群
筑波大学芸術専門学群は、（つくばだいがくげいじゅつせんもんがくぐん、英称:School of Art and Design）は、筑波大学に設置される学群の一つである。国立の総合大学の中に設置された芸術の専門教育機関。併せて大学院芸術研究科と後進の人間総合科学研究科芸術専攻についても解説する。

## 変遷
1872年（明治15年）師範学校（のち東京師範学校）が美術科を開設。
1879年（明治22年）東京師範学校（のち高等師範学校）が本科に画学科を開設。
1899年（明治32年）高等師範学校（のち東京高等師範学校）理化学科に手工専修科開設。
1906年（明治39年）東京高等師範学校手工専修科は図画手工専修科へと改称。その後一時生徒募集を中止。
1919年（大正8年）再び生徒を募集開始。
1949年（昭和24年）東京教育大学教育学部芸術学科開設。
1975年（昭和50年）筑波大学芸術専門学群開設。開設時は＜美術史＞＜洋画＞＜彫塑＞＜書＞＜構成＞＜総合造形＞＜ビジュアルデザイン＞＜プロダクトデザイン＞＜環境デザイン＞＜建築デザイン＞、その後に＜日本画＞＜版画＞＜芸術支援＞＜クラフト＞＜情報デザイン＞など新領域が順々に開設されていく。

## 学類
1学年100名程度、4専攻14領域（コース）
- 芸術学主専攻 - 美術史および芸術支援コースからなる
  - 美術史領域
  - 芸術支援領域

- 美術主専攻 - 洋画・日本画・彫塑・書の四コース，および特別カリキュラム「版画」からなる
  - 洋画領域
  - 日本画領域
  - 彫塑領域
  - 書領域
  - 版画領域（特別カリキュラム）

- 構成主専攻 - 構成，総合造形，クラフト，ビジュアルデザインなどの専門領域を含む
  - 構成領域
  - 総合造形領域
  - クラフト領域
  - ビジュアルデザイン領域

- デザイン主専攻 - 情報，プロダクト，環境，建築などのデザイン専門領域を含む
  - 情報・プロダクトデザイン領域
  - 環境デザイン領域
  - 建築デザイン領域

## 施設
- 体育・芸術中央棟(5C棟)
- 芸術専門学群棟(6A・6B棟)
- 芸術学系棟
- 工房棟(6C棟)
- 体芸図書館

## 筑波大学における芸術系大学院教育
筑波大学における芸術系大学院教育は、従来、1976年発足の芸術研究科（独立修士課程2年制）と人間総合科学研究科芸術学専攻（博士課程5年一貫制）とが並行する形で行なわれてきた。
2007年（平成19年）度よりこれらを改組再編。新たに人間総合科学研究科の中に博士前期課程芸術専攻（2年制）と博士後期課程芸術専攻（3年制）とを設け、前期と後期の積み上げ方式の教育体制を発足させている。
博士前期課程は、定員60名（社会人特別選抜15名を含む）の修土養成課程で、課程修了者は所定の審査を経て修士（芸術学）または修士（デザイン学） の学位取得が可能。
この博士前期課程では、専門性の違いに応じた「領域」ごとに学習・研究が進められるが、全体は大きく二つの領域群に分けられる。
＜デザイン学領域群＞は、<構成><総合造形><クラフト><ビジュアルデザイン><情報デザイン><プロダクトデザイン><環境デザイン><建築デザイン>の8領域からなる。
＜芸術学領域群＞は、<美術史><芸術支援><洋画><日本画><彫塑><書>の6領域からなる。
芸術学はこの他、教育研究科修士課程教科教育専攻に、芸術科教育コースがある。
芸術科教育コースの教科専門科目と選択科目は＜絵画＞＜彫塑＞＜デザイン＞＜工芸＞＜美術理論・美術史＞＜書道＞の各領域から構成されている。
2020年からは人間総合科学学術院人間総合科学研究群に改組し体芸・学際系の博士前期課程と博士後期課程それぞれにデザイン学位プログラム、芸術学学位プログラムを設置する。